# 社恵美子
社 恵美子（やしろ えみこ、1973年11月24日 - ）は、日本の元AV女優、ストリッパー。
東京都出身。身長150cm。スリーサイズ：B78 W57 H78。Bカップ。血液型：A型。

## 略歴
- 1992年にAVデビュー。その後1992年3月より浅草ロック座のストリップに出演した[2]。

## 作品

### アダルトビデオ
- フォーカード（1992年4月21日）
- 私設秘書（1992年5月21日）
- DOOR TO DOOR（1992年6月20日）

※いずれもコロナ社の作品。